# Saint-Maixme-Hauterive
Pour les articles homonymes, voir Hauterive.
Saint-Maixme-Hauterive est une commune française située dans le département d'Eure-et-Loir en région Centre-Val de Loire.

## Géographie

### Situation

Situation géographique
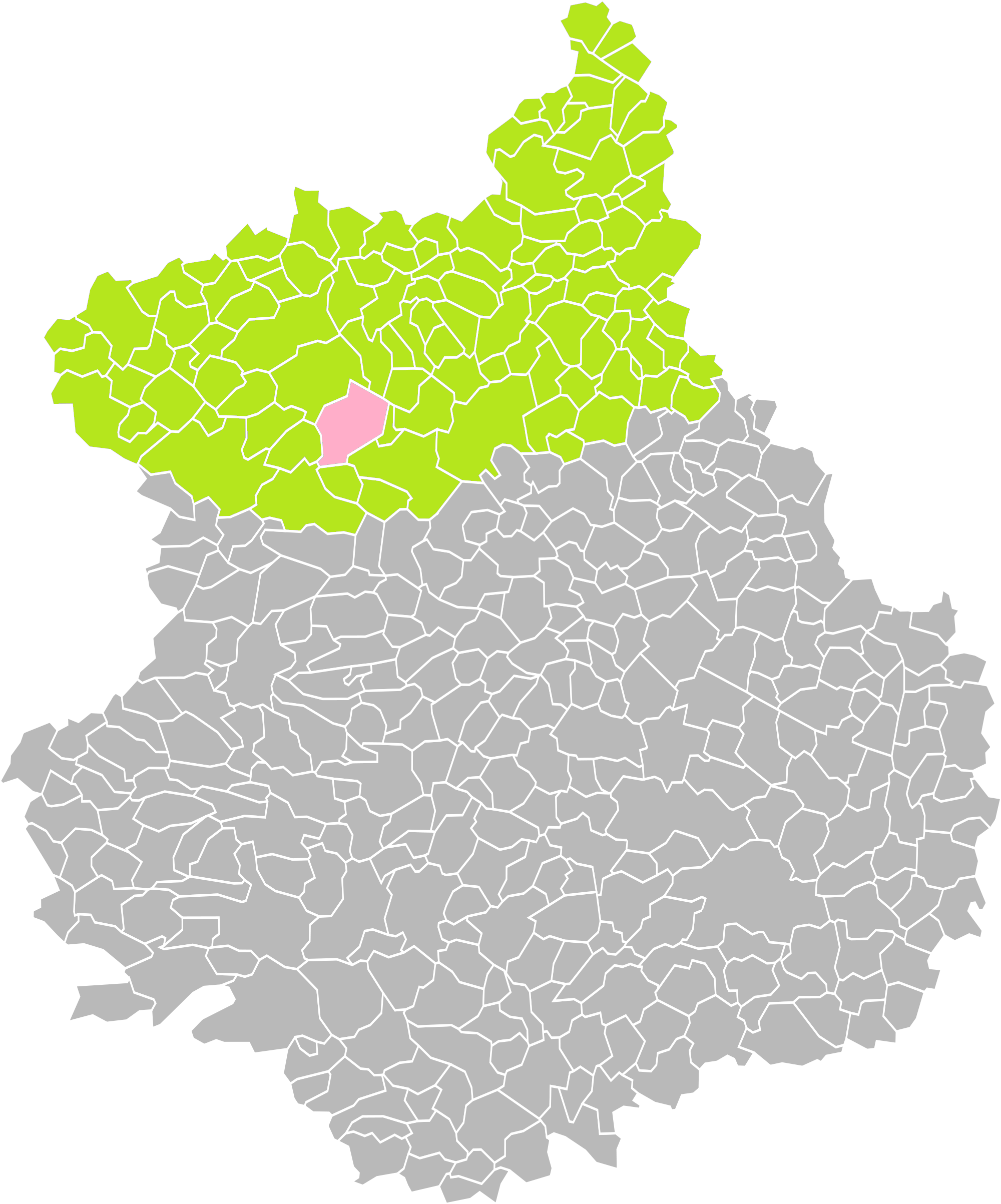
Saint-Maixme-Hauterive dans son arrondissement.
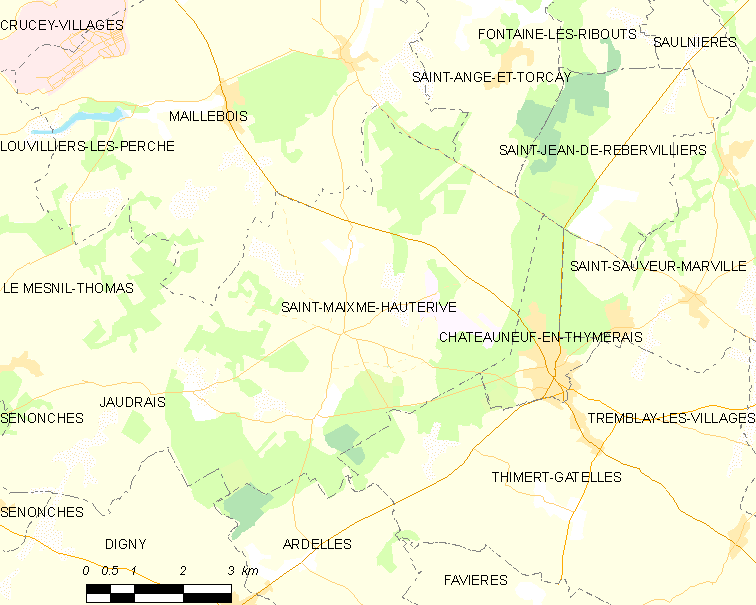
Carte de la commune de Saint-Maixme-Hauterive.

### Communes limitrophes
| Maillebois       | Saint-Ange-et-Torçay   | Saint-Jean-de-Rebervilliers |
| Le Mesnil-Thomas | Saint-Maixme-Hauterive | Châteauneuf-en-Thymerais    |
| Jaudrais         | Ardelles               | Thimert-Gâtelles            |

Les pyramides de la Route Forestière Royale
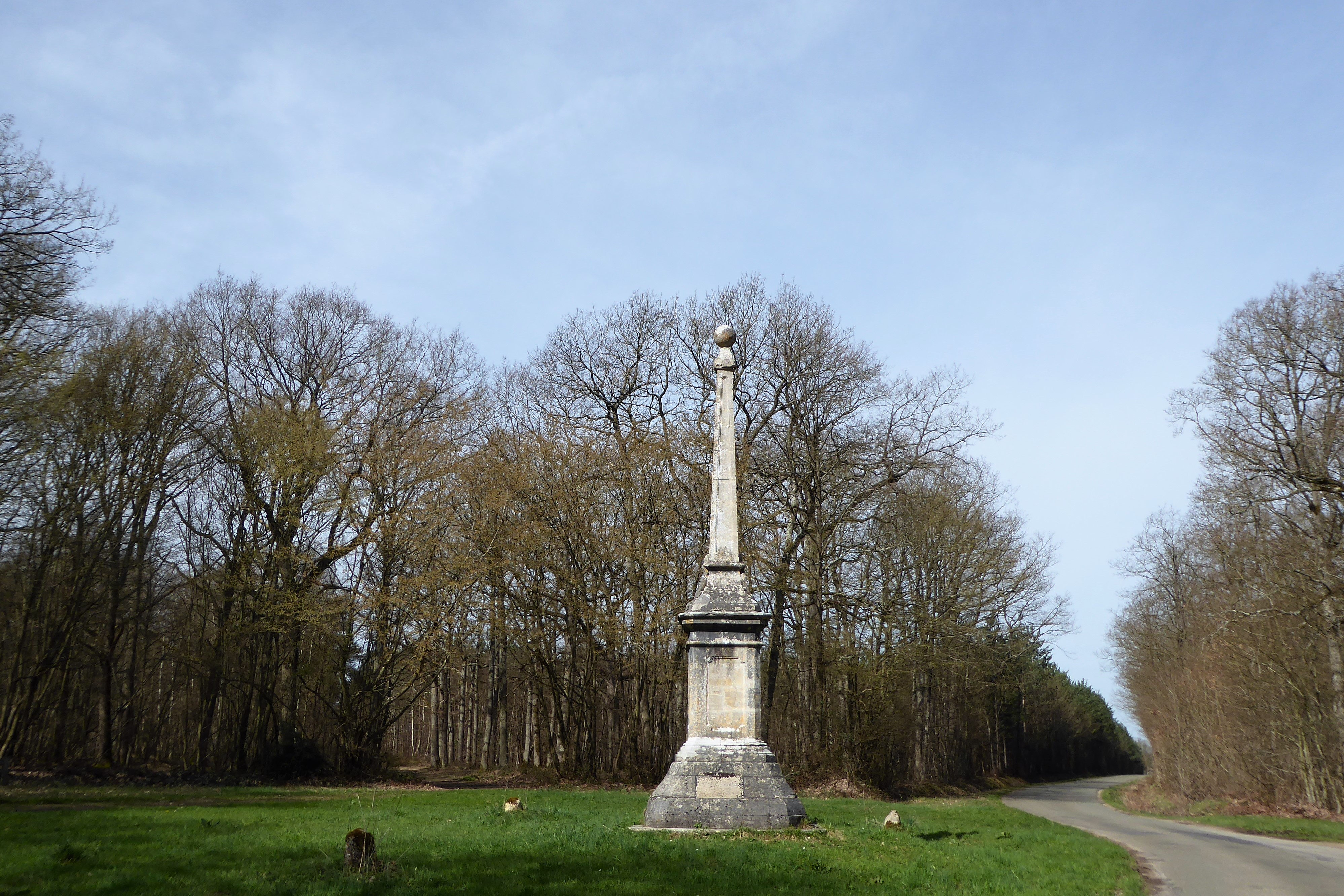
La pyramide du rond de France, délimitant les communes de Saint-Maixme-Hauterive, Châteauneuf-en-Thymerais et Saint-Jean-de-Rebervilliers[1].
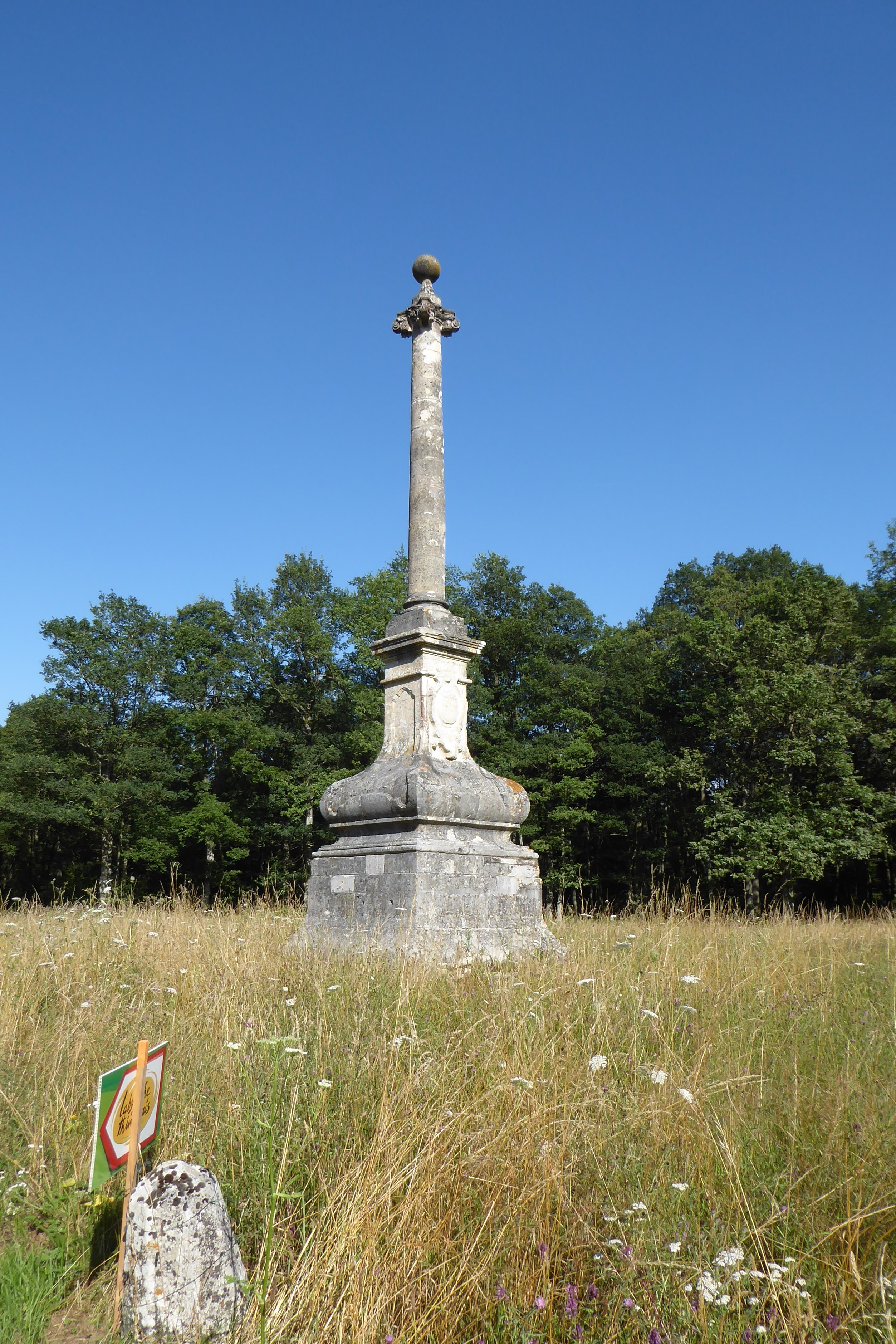
La pyramide du rond du Roi[Note 1].

### Climat
Pour des articles plus généraux, voir Climat du Centre-Val de Loire et Climat d'Eure-et-Loir.
En 2010, le climat de la commune est de type climat océanique dégradé des plaines du Centre et du Nord, selon une étude du CNRS s'appuyant sur une série de données couvrant la période 1971-2000. En 2020, Météo-France publie une typologie des climats de la France métropolitaine dans laquelle la commune est exposée à un climat océanique altéré et est dans la région climatique  Sud-ouest du bassin Parisien, caractérisée par une faible pluviométrie, notamment au printemps (120 à 150 mm) et un hiver froid (3,5 °C). 
Pour la période 1971-2000, la température annuelle moyenne est de 10,4 °C, avec une amplitude thermique annuelle de 14,5 °C. Le cumul annuel moyen de précipitations est de 664 mm, avec 11,1 jours de précipitations en janvier et 8 jours en juillet. Pour la période 1991-2020, la température moyenne annuelle observée sur la station météorologique de Météo-France la plus proche, « Thimert », sur la commune de Thimert-Gâtelles à 6 km à vol d'oiseau, est de 11,4 °C et le cumul annuel moyen de précipitations est de 634,8 mm,. Pour l'avenir, les paramètres climatiques de la commune estimés pour 2050 selon différents scénarios d'émission de gaz à effet de serre sont consultables sur un site dédié publié par Météo-France en novembre 2022.

## Urbanisme

### Typologie
Au 1er janvier 2024, Saint-Maixme-Hauterive est catégorisée commune rurale à habitat dispersé, selon la nouvelle grille communale de densité à 7 niveaux définie par l'Insee en 2022.
Elle est située hors unité urbaine. Par ailleurs la commune fait partie de l'aire d'attraction de Chartres, dont elle est une commune de la couronne,. Cette aire, qui regroupe 117 communes, est catégorisée dans les aires de 50 000 à moins de 200 000 habitants,.

### Occupation des sols
L'occupation des sols de la commune, telle qu'elle ressort de la base de données européenne d’occupation biophysique des sols Corine Land Cover (CLC), est marquée par l'importance des territoires agricoles (63,4 % en 2018), en diminution par rapport à 1990 (66,2 %). La répartition détaillée en 2018 est la suivante : 
terres arables (58,6 %), forêts (33,1 %), zones agricoles hétérogènes (4 %), espaces verts artificialisés, non agricoles (2,8 %), prairies (0,8 %), milieux à végétation arbustive et/ou herbacée (0,8 %). L'évolution de l’occupation des sols de la commune et de ses infrastructures peut être observée sur les différentes représentations cartographiques du territoire : la carte de Cassini (XVIIIe siècle), la carte d'état-major (1820-1866) et les cartes ou photos aériennes de l'IGN pour la période actuelle (1950 à aujourd'hui).

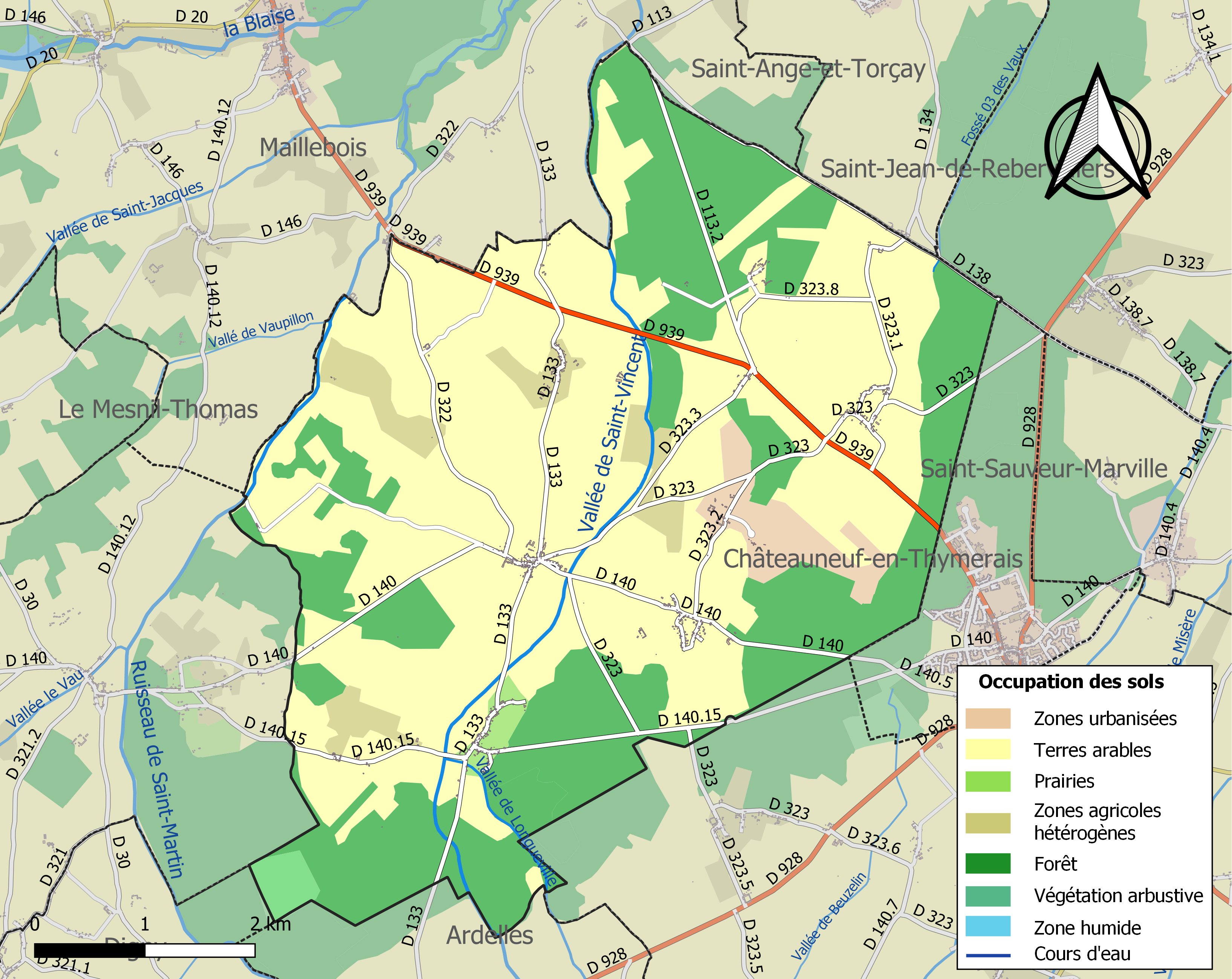
Carte des infrastructures et de l'occupation des sols de la commune en 2018 (CLC).

### Risques majeurs
Le territoire de la commune de Saint-Maixme-Hauterive est vulnérable à différents aléas naturels : météorologiques (tempête, orage, neige, grand froid, canicule ou sécheresse), inondations, mouvements de terrains et séisme (sismicité très faible). Il est également exposé à un risque technologique, le transport de matières dangereuses. Un site publié par le BRGM permet d'évaluer simplement et rapidement les risques d'un bien localisé soit par son adresse soit par le numéro de sa parcelle.

#### Risques naturels
Certaines parties du territoire communal sont susceptibles d’être affectées par le risque d’inondation par débordement de cours d'eau, notamment le ruisseau de Saint-Martin et la Vallée de Saint-Vincent. La commune a été reconnue en état de catastrophe naturelle au titre des dommages causés par les inondations et coulées de boue survenues en 1999 et 2001,.

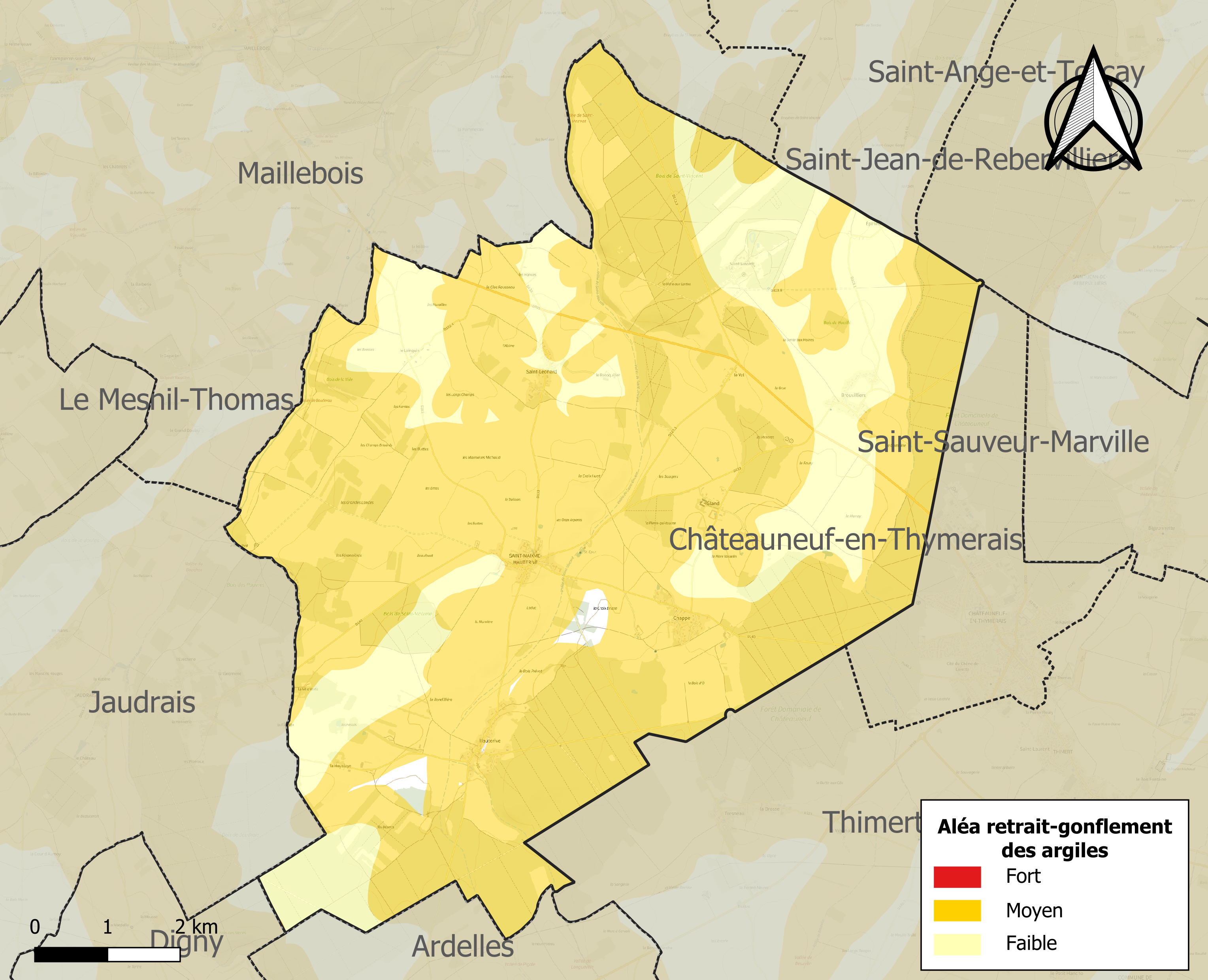
Carte des zones d'aléa retrait-gonflement des sols argileux de Saint-Maixme-Hauterive.

Les mouvements de terrains susceptibles de se produire sur la commune sont des affaissements et effondrements liés aux cavités souterraines. L'inventaire national des cavités souterraines permet de localiser celles situées sur la commune.
Le retrait-gonflement des sols argileux est susceptible d'engendrer des dommages importants aux bâtiments en cas d’alternance de périodes de sécheresse et de pluie. 77,9 % de la superficie communale est en aléa moyen ou fort (52,8 % au niveau départemental et 48,5 % au niveau national). Sur les 233 bâtiments dénombrés sur la commune en 2019, 177 sont en aléa moyen ou fort, soit 76 %, à comparer aux 70 % au niveau départemental et 54 % au niveau national. Une cartographie de l'exposition du territoire national au retrait gonflement des sols argileux est disponible sur le site du BRGM,.
Concernant les mouvements de terrains, la commune a été reconnue en état de catastrophe naturelle au titre des dommages causés par des mouvements de terrain en 1999.

#### Risques technologiques
Le risque de transport de matières dangereuses sur la commune est lié à sa traversée par des infrastructures routières ou ferroviaires importantes ou la présence d'une canalisation de transport d'hydrocarbures. Un accident se produisant sur de telles infrastructures est en effet susceptible d’avoir des effets graves au bâti ou aux personnes jusqu’à 350 m, selon la nature du matériau transporté. Des dispositions d’urbanisme peuvent être préconisées en conséquence.

## Toponymie
Saint-Maixme est attesté sous les formes Sanctus Maximus en 1177, Saint Mesme en 1486, Saint Maixme en 1793.
Le chef-lieu primitif de la paroisse fut Abronville (Brouvilliers). L'église d'Abronville ayant été incendiée pendant les guerres de religion au XIVe siècle, on employa au service du culte une chapelle située en bordure de la localité qui devint une paroisse et aux alentours se forma un village qui prit le nom de Sanctus Maximus patron de cette chapelle.
Saint-Maixme est un hagiotoponyme faisant référence à Saint Maxime.
Hauterive est le second bourg communal associé à celui de Saint-Maixme par ordonnance royale du 14 mai 1837. Son nom est attesté sous la forme Alte Ripe (« haute Rive ») vers 1272.

Hauterive le Bourgeois sur les registres d'état civil en 1784.

## Histoire

### Ancien Régime
Son histoire est intimement liée aux seigneurs de Châteauneuf-en-Thymerais. L'un d'eux, Hughes Ier, y fonda l'abbaye Royale de Saint-Vincent-aux-Bois, qui subsista jusqu’à la Révolution.

### Époque contemporaine

#### XXesiècle
- 2003 : entrée dans la communauté de communes du Thymerais
- 2014 : intégration dans la communauté d'agglomération du Pays de Dreux

#### Église Saint-Même

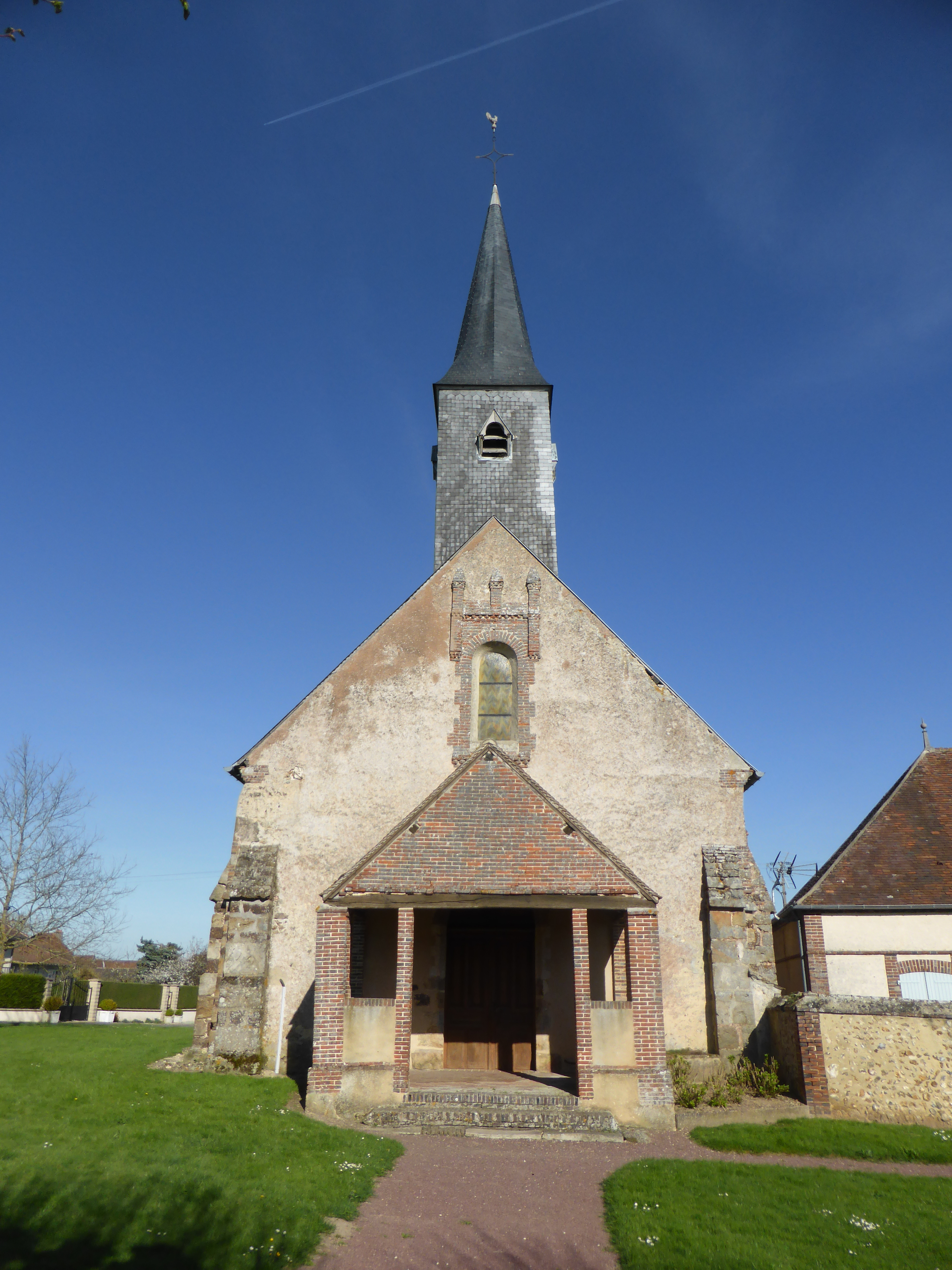
Façade ouest de l'église Saint-Même.

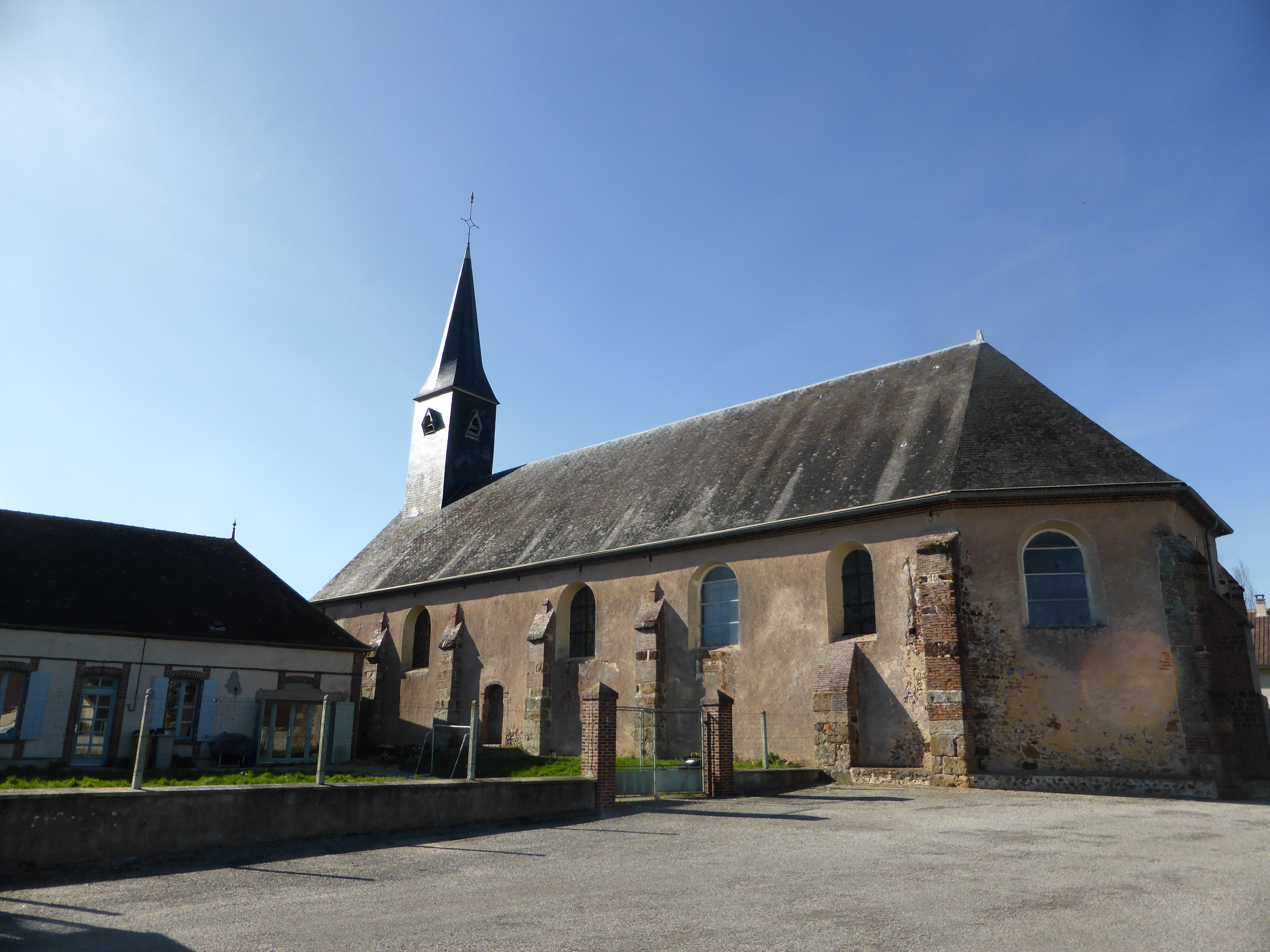
Façade sud.

## Politique et administration

### Liste des maires
| Période | Période  | Identité             | Étiquette | Qualité                    |
| ------- | -------- | -------------------- | --------- | -------------------------- |
| 1971    | 2001     | Yves Gourci          |           |                            |
| 2001    | 2014     | Marie-France Leclerc |           |                            |
| 2014    | 2020     | Claude Dahuron       | SE        | Retraité Fonction publique |
| 2020    | En cours | Christophe Helias    |           |                            |

## Population et société

### Démographie
L'évolution du nombre d'habitants est connue à travers les recensements de la population effectués dans la commune depuis 1793. Pour les communes de moins de 10 000 habitants, une enquête de recensement portant sur toute la population est réalisée tous les cinq ans, les populations de référence des années intermédiaires étant quant à elles estimées par interpolation ou extrapolation. Pour la commune, le premier recensement exhaustif entrant dans le cadre du nouveau dispositif a été réalisé en 2008.

En 2022, la commune comptait 410 habitants, en évolution de −3,3 % par rapport à 2016 (Eure-et-Loir : −0,23 %, France hors Mayotte : +2,11 %).
| 1793 | 1800 | 1806 | 1821 | 1831 | 1836 | 1841 | 1846 | 1851 |
| ---- | ---- | ---- | ---- | ---- | ---- | ---- | ---- | ---- |
| 439  | 380  | 422  | 338  | 359  | 382  | 530  | 629  | 632  |

| 1856 | 1861 | 1866 | 1872 | 1876 | 1881 | 1886 | 1891 | 1896 |
| ---- | ---- | ---- | ---- | ---- | ---- | ---- | ---- | ---- |
| 606  | 631  | 592  | 552  | 533  | 511  | 556  | 556  | 506  |

| 1901 | 1906 | 1911 | 1921 | 1926 | 1931 | 1936 | 1946 | 1954 |
| ---- | ---- | ---- | ---- | ---- | ---- | ---- | ---- | ---- |
| 497  | 477  | 431  | 394  | 440  | 388  | 378  | 382  | 362  |

| 1962 | 1968 | 1982 | 1990 | 1999 | 2006 | 2008 | 2013 | 2018 |
| ---- | ---- | ---- | ---- | ---- | ---- | ---- | ---- | ---- |
| 307  | 234  | 265  | 316  | 349  | 417  | 436  | 438  | 411  |

| 2022 | - | - | - | - | - | - | - | - |
| ---- | - | - | - | - | - | - | - | - |
| 410  | - | - | - | - | - | - | - | - |

## Culture locale et patrimoine

### Lieux et monuments

#### Abbaye de Saint-Vincent-aux-Bois
Aujourd'hui disparue, une abbaye s'élevait jadis au nord-est de la commune au lieu-dit Saint-Vincent, à l'ouest du village de Saint-Jean-de-Rebervilliers et au nord-ouest de Châteauneuf-en-Thymerais entre la D138 et la D939. Il ne reste plus aujourd'hui que les fondations des édifices, encore mentionnés sur la carte de Cassini au XVIIIe siècle.
Le site constituait l'une des premières abbayes de l'ordre des chanoines réguliers de saint Augustin et fut fondée par Hugues, seigneur de Châteauneuf, vers 1130,. Sa fondation faisait suite à la création d'un oratoire dédié à saint Vincent, martyr, en 1066 dans la forêt du Thymerais.

#### Chemin romain
La D 138, qui délimite aujourd'hui le nord de la commune, recouvre un ancien chemin romain reliant Chartres à Condé-sur-Iton.

#### Chapelle Saint-Léonard
La chapelle se situe sur la D 133, dans le hameau de Saint-Léonard au nord du bourg.

### Personnalités liées à la commune
- L'écrivain du siècle des Lumières, Jean-François Dreux du Radier, a fixé sa résidence dans le centre de Saint-Maixme, de 1770 à 1779.
- L'écrivain René de Obaldia a eu pendant une cinquantaine d'années sa maison de campagne dans le hameau de Saint-Léonard[31],[32].